# روز ایپریت
روز ایپریت یک مجموعه تلویزیونی محصول سال ۱۳۷۸ به کارگردانی احمد امینی و نویسندگی علیرضا طالب‌زاده و است که در سال ۱۳۷۸ از شبکهٔ یک پخش شد. این مجموعه در ۵ قسمت ۴۵ دقیقه‌ای تهیه شد. این مجموعه دربارهٔ پزشکی است که همراه گروهی از شاگردانش در زمان جنگ ایران و عراق به کرمانشاه رفته تا به مردمی که در معرض بمب ایپریت قرار گرفته‌اند، کمک کند. داستان این مجموعه با فروریختن بمب شیمیایی در نزدیکی یکی از روستاهای توابع کرمانشاه آغاز می‌شود که منجر به سوختگی، خفگی و مرگ مردم شد. پزشکی به همراه دانشجوی همراهش به سراغ یکی از بمب‌های عمل نکرده می‌رود و نمونه‌ای از مایع آن را برای آزمایش به تهران می‌آورد؛ ولی بر اثر آلودگی مواد شیمیایی دانشجو بیمار می‌شود و در نهایت گروه پزشکی برای نجات او فرمول آن بمب را پیدا می‌کنند.

## بازیگران
- مجید مظفری
- پرویز پورحسینی
- رضا توکلی
- اسماعیل شنگله
- الهام پاوه‌نژاد
- مهرانه مهین‌ترابی
- مهدی مرشدی
- نیما رئیسی

## پیشینه
پروژهٔ اصلی در ارتباط با پزشکی و جنگ تعریف شده بود و سریالی ۲۶ قسمتی با عنوان «سپیدجامگان» توسط طالب‌زاده (از وقایع کردستان تا آزادسازی خرمشهر) نگارش شد که هر داستان اصلی در ۴–۵ قسمت روایت می‌شد؛ اما چون کارگردان هر داستان متفاوت شد انسجام داستان‌ها از بین رفت و هر کارگردان شخصیت‌های مورد نظر خود را ساخت؛
- داستان کردستان تبدیل به سریال ۵ قسمتی لانه شیطان شد.
- داستان بمباران شیمیایی کرمانشاه، سریال ۵ قسمتی روز ایپریت تولید شد.
- داستان خرمشهر با تأخیر چندساله به مجموعهٔ ۷ قسمتی رقص پرواز مبدّل شد که پخش آن هم چند سال به تأخیر افتاد.[۱]